# Sublativo
Il sublativo è un caso avverbiale presente nel finnico. Usato per descrivere il luogo verso cui qualcosa va, si ottiene posponendo le particelle -alle o -anne a un numero limitato di pronomi. Non esiste la forma plurale.
Esempi:
- jonne = dove (pronome relativo)
- moniaalle = in/a molti posti